# سميرة أزغيدر
سميرة أزغيدر من مواليد تطوان هي صحفية ومذيعة أخبار ومقدمة برامج تلفزيونية مغربية. عملت مباشرة في التلفزيون الوطني المغربي بعد تخرجها من المعهد العالي للصحافة ثم مراسلة تلفزيونية قبل أن تلتحق بقناة العربية سنة 2002 ثم تستقيل منها  سنة 2011 لصالح قناة أخرى.

## برامج
- "برنامج سياحة وأسفار"